# Carcinops biinterrupta
Carcinops biinterrupta är en skalbaggsart som beskrevs av Wenzel och Dybas 1941. Carcinops biinterrupta ingår i släktet Carcinops och familjen stumpbaggar. Inga underarter finns listade i Catalogue of Life.